# Michael Feichtenbeiner
Michael Feichtenbeiner (* 9. Juli 1960 in Stuttgart) ist ein deutscher Fußballtrainer. 

## Karriere

### Als Spieler
Nach seinem Abitur am Fanny-Leicht-Gymnasium in Stuttgart 1980 ging er für zwei Jahre zur Sportförderkompanie der Bundeswehr, die er als Unteroffizier wieder verließ. 1982 bis 1987 studierte er in Heidelberg und Stuttgart Sport und Erdkunde auf Lehramt. Feichtenbeiner spielte aktiv im Amateurbereich bei TV Gültstein, SV Vaihingen und FV Germania Degerloch.

### Als Trainer
Im Sommer 1999 unterschrieb Feichtenbeiner bei den Stuttgarter Kickers seinen ersten und bislang einzigen Vertrag als Cheftrainer in der 2. Bundesliga. Während seine Mannschaft im DFB-Pokal gegen die drei Erstligisten Borussia Dortmund, Arminia Bielefeld und SC Freiburg spektakulär reüssierte, blieb Feichtenbeiner im Ligabetrieb ohne Erfolg: Keine vier Wochen nach der Pokal-Niederlage im Halbfinale gegen Werder Bremen erhielt Feichtenbeiner im März 2000 ob der höchst abstiegsgefährdeten Lage der Kickers (21 Punkte aus 24 Spielen) die Kündigung.
Zur Saison 2000/01 kehrte Feichtenbeiner in die Regionalliga Süd zurück, wo er den SV Darmstadt 98 übernahm. Zu dieser Zeit galt Feichtenbeiner als ein Prototyp der neuen Trainergeneration der so genannten „Jungen Wilden“ und wurde mit Ralf Rangnick verglichen. Feichtenbeiner führte in seinem ersten Jahr die Darmstädter Lilien hinauf auf den 5. Tabellenplatz. Zudem gelang mit dem Gewinn des Hessenpokals die Qualifikation für den DFB-Pokal, in dem der Drittligist die Bundesligisten FC St. Pauli und SC Freiburg bezwang und erst im Achtelfinale knapp am späteren Pokalsieger FC Schalke 04 scheiterte. Dennoch wurde Feichtenbeiner im April 2002 nach einem unglücklichen Saisonverlauf (41 Punkte aus 30 Spielen) beurlaubt. Die Entlassung beschleunigte eine vorübergehende Talfahrt des Vereins, die 2003/04 in einem Gastspiel in der Oberliga Hessen gipfelte.
Feichtenbeiner blieb der Regionalliga Süd treu und übernahm im Oktober 2002 ein Engagement bei Rot-Weiß Erfurt. Unter Feichtenbeiners Regie verlor Erfurt lediglich eines von 14 Regionalligaspielen, konnte jedoch auch nur sechs Spiele gewinnen. Auf Platz 3 liegend (wenngleich mit sieben Punkten Rückstand bei zehn ausstehenden Partien) wurde Feichtenbeiner im April 2003 entlassen, nachdem er am Vortag angekündigt hatte, seinen zum Saisonende auslaufenden Vertrag nicht verlängern zu wollen. 
2003/04 heuerte Feichtenbeiner beim Ligakonkurrenten Sportfreunde Siegen an. Nach 28 Punkten aus 26 Spielen und einer blamablen 2:5-Heimniederlage wurde er im April 2004 beurlaubt. Verein und Trainer vollzogen dem Vereinschef zufolge eine saubere Trennung, bei der Feichtenbeiner dem Verein hinsichtlich einer Abfindung entgegenkam.
Im April 2005 tauchte Feichtenbeiner unvermittelt in Malaysia auf. Dort rettete er Selangor MPPJ in der höchsten Spielklasse, der Malaysia Super League, vor dem Abstieg. Obwohl es Feichtenbeiner gelang, für seine zweite Saison beim Hauptstadtclub aus 15 Neuzugängen ein Team zu formen, das nach acht Spieltagen die Tabelle anführte, wurde er im Januar 2006 überraschend von der Vereinsführung „per SMS“ entlassen.
Ein halbes Jahr später kehrte Feichtenbeiner an eine alte Wirkungsstätte zurück: Ab dem Sommer 2006 trainierte er ein zweites Mal den SC Pfullendorf in der Regionalliga Süd. Mit dem Underdog gelang ihm in der Saison 2006/07 ein weiterer DFB-Pokal-Erfolg gegen einen Bundesligisten (Arminia Bielefeld) und ein unerwartet guter 7. Platz in der Abschlusstabelle. Da ihn der Vorstand von den Ambitionen des Vereins auf die Qualifikation zur dritten Profiliga überzeugen konnte, verlängerte Feichtenbeiner seinen Vertrag in Pfullendorf auf die Saison 2007/08 hinaus. Im April 2008 wurde er jedoch beurlaubt, als die Qualifikation zur 3. Liga verfehlt wurde und der Verein Angst hatte, im Südbadischen Pokal auszuscheiden und somit auch die Qualifikation zum DFB-Pokal zu verpassen.
Michael Feichtenbeiner trainierte anschließend Spieler der Stuttgarter Kickers (B-/A-Jugend, sowie vereinzelt auch Amateurspieler) an der Johann-Friedrich-von-Cotta-Schule in Stuttgart-Ost. Nach einer Knieoperation absolvierte er mehrere Hospitationen, unter anderem bei Jürgen Klinsmann und dem FC Bayern München, sowie aber auch Ralf Rangnick und der TSG 1899 Hoffenheim.
Im August 2009 übernahm er beim Zweitligisten Energie Cottbus den Posten des Sportdirektors, doch bereits ein Jahr später wurde er wieder entlassen.
Im Dezember 2010 unterschrieb Feichtenbeiner erneut einen Trainervertrag in Asien: In der neu gegründeten Profiliga Indonesiens trainierte er ab Januar 2011 den Verein Medan Bintang FC. Infolge der Fusion seines Clubs mit einem anderen Verein endete sein Engagement in Indonesien im Herbst 2011.
Im Dezember 2012 stellte der SV Wehen Wiesbaden Feichtenbeiner als neuen Sportdirektor vor; er übernahm das Amt am 1. Januar 2013. Am 12. Mai 2015 gab der Verein bekannt, sich mit sofortiger Wirkung von Feichtenbeiner zu trennen.
Im Juli 2015 wurde er Trainer der deutschen U-15-Auswahl. In weiterer Folge trainierte er anschließend zwischen 2017 und 2018 die U-16- und zwischen 2018 und 2019 die U-17-Mannschaft.
Zur Saison 2019/20 wurde er Trainer des österreichischen Zweitligisten FC Liefering, dem Farmteam des FC Red Bull Salzburg. Nach rund zwei Wochen als Liefering-Trainer wurde er im Juli 2019 durch Bo Svensson ersetzt und wurde dessen Co-Trainer. Im Januar 2020 verließ er Liefering und wechselte wieder nach Malaysia, wo er Technischer Direktor bei der Selangor FA wurde. Dieses Amt hatte er bis 2022 inne. Von März 2023 bis August 2024 war er Trainer der myanmarischen Fußballnationalmannschaft.
Anfang Februar 2025 wurde Feichtenbeiner zum Sportlichen Leiter des Nachwuchsleistungszentrums der TSG 1899 Hoffenheim ernannt.